# Кайкіно
Кайкіно (рос. Кайкино) — присілок у Волосовському районі Ленінградської області Російської Федерації.
Населення становить 51 особу. Належить до муніципального утворення Бегуницьке сільське поселення.

## Історія
Від 1 серпня 1927 року належить до Ленінградської області.

## Населення
| 1928 | 1965 | 1997 | 2007 | 2010 | 2017 |
| ---- | ---- | ---- | ---- | ---- | ---- |
| 85   | ↗163 | ↘31  | ↗48  | ↗59  | ↘51  |